# Андре Алвес
Андре Алвес (порт. André Alves; Дорадус, 15. октобар 1983) је бивши бразилски фудбалер који је играо на позицији нападача. Био је најбољи стрелац мађарског фудбалског првенства у сезони  2010/11.

## Клупска каријера
Године 2005. Алвес се придружио Будимпештанском Хонведу где је постигао 6 голова у 14 наступа за шест месеци. У лето 2005. је пребачен у Ракоци из Капошвара. У 2+1⁄2 сезоне за Ракоци је наступио 73 пута и постигао 23 гола. Позајмљен је руској екипи Луч-Енергиа из Владивостока где је постигао један гол у 13 наступа. У лето 2009. придружио се Видеотону. У сезони 2010/11. постао је најбољи стрелац Видеотона и првенства. Укупно је играо 91 пут за ФК Видеотон и постигао 55 голова.
Дана 30. јануара 2012. године прешао је у кипарску Омонију. Постигао је свој први гол на свом дебију у куп утакмици против Неа Саламине.
Дана 30. маја 2014. потписао је једногодишњи уговор са Панетоликосом а у лето 2015. године се вратио на Кипар у АЕК Ларнаку.

## Остварења

### Клуб
Видеотон
- НБ I:
  - шампион: 2010/11.

Омониа
- Куп Кипра:
  - првак: 2011/12.
- Суперкуп Кипра:
  - првак: 2012.

### Индивидуално
- Најбољи стрелац мађарске лиге: (1): 2010/11. (24. гола)
- МЛС Играч сезоне (Награда Флоријан Алберт): 2010/11.[1]
- Nemzeti Sport Тим сезоне: 2009/10., 2010/11.
- Најбољи стрелац кипарске лиге: 2015/16.[2]